# Краковское гетто
Евре́йское ге́тто Кра́кова было одним из пяти главных гетто, созданных властями нацистской Германии в Генерал-губернаторстве во время немецкой оккупации Польши в ходе Второй мировой войны. Целью создания системы гетто было трудовая эксплуатация, террор и преследование местных польских евреев. Позднее задачей гетто стало отделение «годных к работе» от тех, кто впоследствии подлежал отправке в лагеря смерти (в ходе операции «Рейнхардт»). Гетто было ликвидировано в период с июня 1942 года по март 1943 года, большинство его обитателей были отправлены в лагерь смерти Белжец, в рабочий лагерь Плашов и в концентрационный лагерь Аушвиц.

## История
Перед войной Краков был культурным центром, где с XIII века проживало около 60—80 тысяч польских евреев. Преследования еврейского населения Кракова начались вскоре после входа германских войск в город 1 сентября 1939 года в ходе германского вторжения в Польшу. С сентября 1939 года евреи были обязаны принять участие в принудительных трудовых работах. По всему Кракау были закрыты синагоги, все реликвии и ценности были конфискованы германскими властями.
17 сентября 1939 года, по немецкому приказу, в Кракау был создан юденрат (от нем. Judenrat - „ Еврейский комитет») из двенадцати человек. Его председателем был назначен доктор Марек Биберштейн, его заместителем стал Вильгельм Гольдблат. В ноябре 1939 года все евреи, начиная с 12-летнего возраста, были обязаны носить опознавательные нарукавные повязки со звездой Давида. В 1939 году нацисты устроили в Кракау еврейский погром. Специально для этого по распоряжению Гиммлера из Страдома был переброшен в Кракау отряд Айнзацгруппы. Эсэсовцы передвигались по улицам Казимежа от дома к дому, врываясь в квартиры, громя всё подряд, избивая и расстреливая обитателей Казимежа. Дойдя до Старой синагоги на улице Старой Божницы, они стали сгонять в неё евреев, после этого вскрыли ковчег Завета и вытащили из него пергаментный свиток Торы. Бросив на пол свиток, они заставили евреев оплевать свою святыню, затем всех расстреляли и сожгли синагогу. После этого было приказано закрыть синагоги по всему Кракау, нацистские власти забрали все еврейские реликвии и ценности, арестовывали все банковские счета евреев, конфисковывали движимое и недвижимое имущество, еврейские предприятия. В декабре 1939 года немцы объявили «Еврейский комитет» «Юденратом» (еврейским советом), а число его членов было увеличено до двадцати четырёх человек. Юденрату было передано несколько сфер деятельности, в том числе распределение продовольствия и медикаментов и сбор выкупа с еврейского населения. Они также были ответственны за вербовку подневольных работников, целью которой было предотвратить произвольный захват евреев на улицах города.
Кракау стал столицей генерал-губернаторства. В мае 1940 года германские оккупационные власти во главе с генерал-губернатором Гансом Франком объявили, что Кракау станет «чистейшим» городом генерал-губернаторства (оккупированной, но не аннексированной части Польши). Был отдан приказ об обширной депортации евреев из Кракау. Из 68-тысячного еврейского населения было разрешено остаться только 15 тысячам рабочих и членам их семей. Всем остальным было приказано уйти из города и расселиться в пригородной сельской местности генерал-губернаторства.
В апреле 1940 года Ганс Франк предложил выселить 50 тыс. евреев из Кракау. Франк считал что выселение евреев из еврейских кварталов «очистит их и в Кракау появится возможность создания чисто немецких кварталов». С мая по август 1940 года была запущена программа добровольного переселения. Евреям, решившим покинуть Кракау было позволено захватить с собой всю собственность и расселиться по генерал-губернаторству. К 15 августа 1940 года 23 тыс. евреев покинули Кракау. После этого нацистские власти предприняли высылки по принуждению. 25 ноября 1940 года было объявлено о приказе по высылке евреев из муниципального района Кракау. Было объявлено, что евреям более не позволят оставаться в Кракау. Евреи, оставшиеся в городе, в то время считались «…экономически полезными…». Они должны были получить специальное разрешение, обновлявшееся каждый месяц. Евреям, выселенным из Кракау, уже нацистские власти определяли местожительство. высылаемым евреям разрешалось взять только 25 кг имущества. К 4 декабря 1940 года 43 тыс. евреев были выселены из Кракау, как добровольно так и по принуждению.
В июне 1940, пытаясь спасти евреев от выселения из Кракау и увеличить число евреев, которым было бы разрешено остаться в городе, Марек Биберштейн, Вильгельм Гольдблат и другие члены юденрата хотели подкупить немецких чиновников. Это привело к аресту главы юденрата Марека Биберштейна, его заместителя Вильгельма Гольдблата и ряда других членов этого органа. После тюрьмы Монтелюпих в Кракау Марека Биберштейна перевели в трудовой лагерь Плашов, где умертвили уколом бензина в вену. Доктор Артур Розенцвейг был назначен новым председателем юденрата. В июле 1940 года была создана еврейская служба порядка, численность которой быстро выросла от сорока полицейских до двухсот. Главой еврейской службы порядка был назначен Симха Спира. 1 августа 1940 года ответственность за еврейскую рабочую силу была отобрана у юденрата и передана немецкому бюро по трудоустройству, которое организовывало отправку евреев в трудовые лагеря региона.
Краковское гетто формально было основано 3 марта 1941 года (официально 20 марта) в кракауском квартале Подгуже, неподалёку от исторически еврейского района Казимеж по приказу бригадефюрера СС Отто Вехтера. Вехтер провозгласил, что основание гетто необходимо для здоровья общества и порядка. Подгуже в то время был пригородом Кракау. Подгуже вместо радиционно еврейского квартала Казимежа было выбрано, поскольку генерал-губернатор Франк считал Казимеж более важным для истории Кракау. Переселённым в гетто евреям разрешили брать только 25 кг имущества. Оставшуюся часть имущества забирало Германское трастовое управление (Treuhandstelle). Некоторые евреи были переселены в близлежащее гетто в Бжеско. Всем жителям района нееврейского происхождения 20 марта было предписано переселиться в другие районы. 
Тем временем 15 тыс. евреев были помещены в район, где раньше проживало 3 тыс. человек. Район занимал 30 улиц, 320 жилых строений и 3 167 комнат. Как результат в одной квартире жило по четыре еврейские семьи, а многие менее удачливые евреи жили прямо на улице.
Гетто было окружено стенами, отделявшими его от других районов города, в тех местах, где не было стены, находились проволочные ограждения. Все окна и двери, выходившие на «арийскую» сторону, были по приказу замурованы кирпичами. Пройти в гетто можно было только через 4 охраняемых входа. Стены состояли из панелей, имевших вид могильных плит, это выглядело как зловещее предзнаменование. Небольшие фрагменты стен сохранились и сегодня. Доктор Артур Розенцвейг, второй председатель юденрата, как и его предшественник, пытался сделать всё возможное для улучшения условий жизни евреев.
Юные последователи молодёжного сионистского движения, принимавшие участие в выпуске подпольной газеты HeHaluc HaLohem («Сражающийся пионер»), присоединились к другим сионистам, состоящим в местном отделении ZOB «боевой еврейской организации» (пол. Żydowska Organizacja Bojowa) и организовывали сопротивление в гетто, помогая подпольной Армии крайовой. Лидерами ZOB были Долек Либескинд, Шимон и Густа Драгнеры. Группа под их руководством в союзе с ПОРП (Польской объединённой рабочей партией) принимала участие в различных акциях сопротивления, включая подрыв кафе «Kazanova», «Cyganeria», кинотеатра «Bagatella» — мест, где собирались нацистские офицеры; уничтожение патрульного судна СС на Висле, поджог гаражей Вермахта, расстрелы еврейских предателей, коллаборационистов и шпионов СС. В отличие от Варшавского гетто, их борьба не привела к общему восстанию перед его ликвидацией.

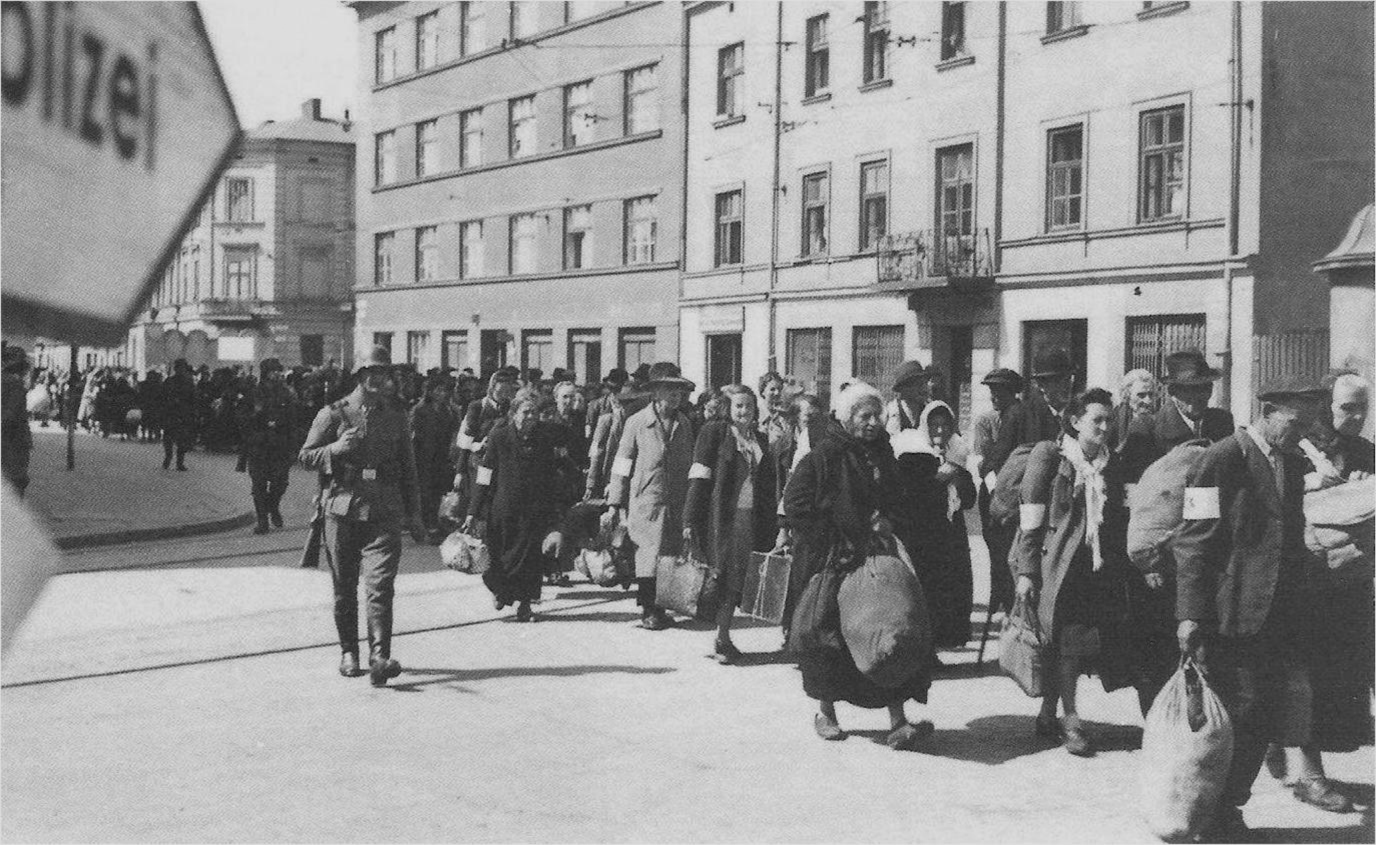
Депортация евреев из Краковского гетто, март 1943 года

После 30 мая 1942 года нацисты приступили к систематическим депортациям евреев из гетто в близлежащие концентрационные лагеря. В последующие месяцы тысячи евреев были депортированы в ходе операции Кракау, возглавляемой СС-оберфюрером Юлианом Шернером. Сначала евреев собирали на площади Згоды и затем отправляли на железнодорожную станцию в Прокочим. В первую депортацию 31 мая 1942 года перевезли 7 тыс. человек. 3 июня 1942 года гитлеровцы сместили председателя юденрата Розенцвейга, который отказался сотрудничать с германскими властями и в списках депортируемых, которые он должен был предоставить эсэсовцам, первыми написал себя и всех членов своей семьи. Его отправили вместе с депортированными в Белжец, где он был умервщлён в газовой камере. На место Розенцвейга немцы назначили Давида Гуттера, который до этого служил в еврейской службе порядка у Симхи Спиры. Название «юденрат» изменили на «комиссариат». В отличие от своих предшественников, Гуттер охотно сотрудничал с немцами.
Во вторую депортацию, 3-5 июня 1942 г., 4 тыс. евреев перевезли в концлагерь Белжец. Давиду Бахнеру, депортированному во время акции 3-5 июня в Белжец, чудом удалось спастись и он вернулся в гетто. Его чудовищные рассказы о газовых камерах и крематориях Белжеца заставили содрогнуться обитателей гетто. Но были и такие, которые не верили ужасающей правде. 20 июня 1942 года, после акции, по приказу немецкого майора Рудольфа Павду, территория гетто была сокращена наполовину. Евреям, которые жили на улицах, теперь находившихся вне гетто, было дано пять дней, чтобы переехать в его новые границы.
Уменьшение размеров гетто усилило его изоляцию от внешнего мира и резко сократило возможности контрабанды продовольствия. 27 октября 1942 года в гетто распространился слух о новой операции массового уничтожения, запланированной на следующий день. Обитатели гетто прятались в заранее подготовленных местах, а те, кто работал за пределами гетто, пытались скрыться на своих рабочих местах или у нееврейских знакомых. Вечером гетто было окружено немецкими полицейскими подразделениями под командованием Вильгельма Кунде и Вилли Хааса. Связь с внешним миром была отрезана, и на следующий день в гетто была проведена особенно жесткая селекция. Руководители немецкой полиции и директора немецких заводов оставляли в основном тех, кто владел особо важными специальностями, в то время как другие евреи, включая членов семей выбранных рабочих, были переданы для депортации. Во время акции были убиты многие пациенты еврейской больницы, где главврачом был брат Марека Биберштейна, Александр Биберштейн, впоследствии вошедший в исторический Список Шиндлера, уничтожена еврейская инфекционная больница, а другие были включены в число депортированных, наряду с детьми из интерната и жителями дома престарелых. В целом, около 4500 жителей гетто были депортированы во время этой операции в лагерь смерти Белжец, и ещё 600 — убиты в самом гетто.
6 декабря 1942 года гетто было разделено на две части: в одной из них поселили рабочих, в то время как вторая была для «не рабочих», в том числе евреев из соседних сел и местечек, которые содержались в особенно тяжелых условиях, под строгим контролем еврейской службы порядка. Две части гетто были отделены друг от друга колючей проволокой, хотя изначально жителям было разрешено перемещаться между двумя секторами с согласия еврейской службы порядка. В декабре 1942 года немцы приступили к депортации еврейских подневольных рабочих из гетто в лагерь Плашов, созданный на руинах еврейского кладбища на окраине Кракау.
13-14 марта 1943 нацисты под командой унтерштурмфюрера СС Амона Гёта, коменданта трудового лагеря Плашов, с участием подразделений польской и украинской вспомогательной полиции, провели «окончательную ликвидацию гетто». 8 тысяч евреев, считавшихся годными к работе, были перевезены в концлагерь Плашов. 2 тысячи евреев, считавшихся негодными к работе, были убиты прямо на улицах гетто. Все остальные были отправлены в Освенцим.
После окончания операции по уничтожению гетто членам еврейского комиссариата и еврейской полиции было приказано собрать тела тех, кто был убит в гетто. В последующие месяцы группы еврейских заключенных из Плашова ежедневно работали на территории бывшего гетто, очищая его. Летом 1943 года члены комиссариата и еврейской полиции, после того, как гетто было очищено, были также депортированы в Плашов. Давида Гаттера вместе с женой и детьми, тоже депортировали в Плашов, а потом расстреляли и закопали в общей могиле в лесопосадках неподалёку от лагеря. Симха Спира, руководитель OD, еврейской службы порядка, тоже вместе с семьёй был расстрелян в Плашове. В разработке, организации и руководстве всех акций по депортации евреев из краковского гетто в лагеря уничтожения активное участие принимали штурмбанфюрер СС Вилли Хаасе, заместитель главы краковского СС, и Вильгельм Кунде, командир эсэсовской охраны гетто.
В 1944 году, готовясь к наступлению Красной армии, нацистские власти начали уничтожать тела погибших в Плашове узников, расстрелянных в лагере и похороненных в общих могилах возле лагеря. А их было около 20.000. Трупы извлекали из захоронений и сжигали на открытых кострах. В Плашове начались селекции. Большие партии отбракованных заключённых стали отправлять в Аушвиц. В октябре 1944 всех оставшихся мужчин перевезли в Гросс-Розен, а женщин — в Аушвиц, где они были уничтожены. В Плашове была оставлена небольшая группа заключённых для окончательной ликвидации лагеря, после чего в вагонах для скота их отправили в Аушвиц. По счастливой случайности большинству из них удалось выжить. Вилек Чилович, глава еврейской охраны Плашова, принимавший активное участие в расстрелах и уничтожении евреев Плашова, после ликвидации лагеря при попытке бегства был расстрелян лично Амоном Гётом и Альбером Хаяром, который 28 октября 1942 руководил уничтожением инфекционной больницы гетто, расстрелом всех пациентов и персонала больницы.

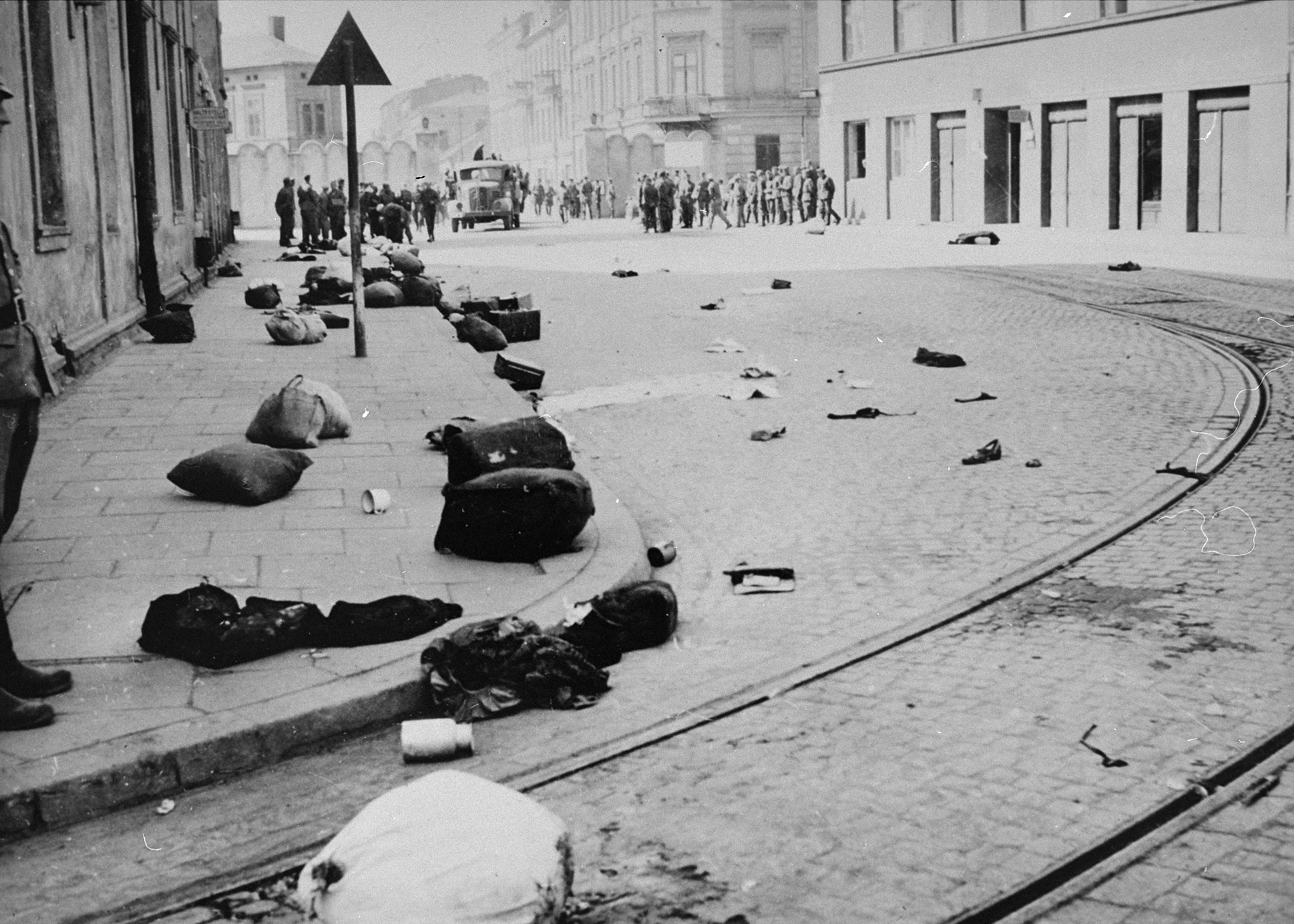
Вещи, брошенные евреями при депортации, март 1943